# Anomis doctorium
Anomis doctorium là một loài bướm đêm trong họ Erebidae.